# Ragnar Bragason

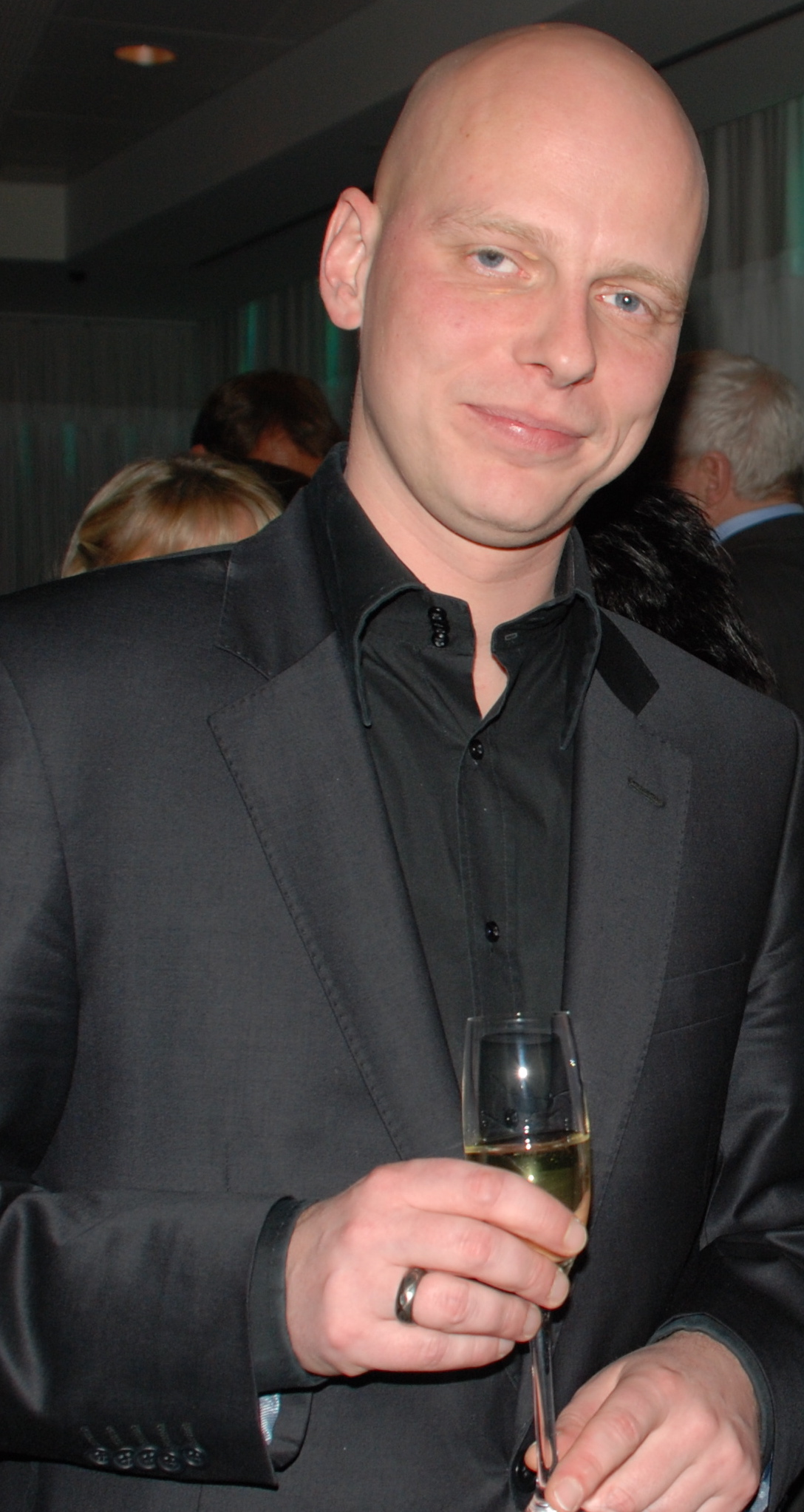
Ragnar Bragason (2007)

Ragnar Bragason (* 15. September 1971 in Reykjavík) ist ein isländischer  Regisseur, Produzent und Drehbuchautor.

## Leben und Werk
Ragnar Bragason wuchs in dem Fischerort Súðavík auf der Halbinsel  Vestfirðir auf.  Schon in seiner Schulzeit drehte er mit Freunden Kurzfilme.   Eine Ausbildung in einem Beruf der Filmbranche absolvierte er nicht, eine entsprechende Hochschulausbildung gab es nicht in Island.  In einem Interview  bezeichnete er einen Videofilmverleih in Reykjavík als seine Filmschule.  Der Verleih habe „obskures und internationales Zeug“ angeboten. Ihn habe er mehrere Jahre lang täglich aufgesucht und Videofilme ausgeliehen. Einen großen Einfluss auf sein Werk spricht er John Cassavetes und Mike Leigh zu.
Seine professionelle Laufbahn begann er mit der Produktion von Musikvideos für Künstler aus Island und dem Ausland.  Sein erster Kinofilm war 2000 Fíaskó, der beim Cairo International Film Festival mit einem Sonderpreis der Jury ausgezeichnet und für die Goldene Pyramide nominiert wurde. Börn (deutsch: Kinder), eine Low-Budget-Produktion, erhielt  den Filmpreis des Nordischen Rates 2007  und  den „Goldenen Schwan“ beim Copenhagen International Film Festival. Ihr folgte 2009 Foreldar (deutsch: Eltern). Mit Næturvaktin (Nachtwache, 2007), Dagvaktin (Tagwache, 2008) und Fangavaktin (Gefängniswache, 2009) brachte er eine dreiteilige Comedy-Serie auf den Fernsehschirm. Bjarnfreðarson (Mr. Bjarnfredarson) kam 2009 in Island gleichzeitig mit Avatar – Aufbruch nach Pandora in die Kinos. Die Filmkomödie brach mehrere Rekorde: Sie lief in 17 von 33 Kinos im Land an, mehr als 20 Prozent der Isländer  sahen den Film, der mehrfach ausgezeichnet wurde.
Im November 2012 hatte Ragnar Bragasons Bühnenstück Gullregn Premiere im Borgarleikhúsið, dem Stadttheater von Reykjavík. Er führte dabei auch Regie. 2014 brachte er  Óskasteinar auf die Bühne, ebenfalls im Borgarleikhúsið.

## Filmografie (Auswahl)
- 2000: Lifandi!
- 2000: Fíaskó
- 2006: Börn
- 2007: Foreldar
- 2007: Næturvaktin
- 2008: Dagvaktin
- 2009: Fangavaktin
- 2009  Bjarnfreðarson
- 2011: Heimsendir
- 2013: Málmhaus
- 2017: Fangar